# NOFX (EP, 1985)
 (juillet 2022).
Si vous disposez d'ouvrages ou d'articles de référence ou si vous connaissez des sites web de qualité traitant du thème abordé ici, merci de compléter l'article en donnant les références utiles à sa vérifiabilité et en les liant à la section « Notes et références ».
Albums de NOFX
Liberal Animation
(1988)
NOFX est le premier EP ainsi que le premier disque du groupe de punk rock californien NOFX.
On peut noter la piètre qualité et la naïveté des titres de ce disque : les membres étaient encore adolescent. De plus, leur niveau de musicien n'était pas encore bien définit (Eric Melvin, le guitariste, venait à peine d'apprendre la guitare et ne savait jouer que quelques accords). Durant cette session d'enregistrement, bon nombre de morceaux ne seront pas mis sur l'EP mais seront utilisés quelques années plus tard, en 1989, pour la compilation Maximum Rock and Roll de Mystic Records sans l'avi des musiciens, bien qu'ils ne furent pas contre lors de sa sortie. Bien que le groupe soit actuellement reconnu pour ses morceaux mélodiques mais pour autant rapides, leurs premiers titres furent violents, et composés et enregistrés à la rache. C'est seulement quelques années plus tard que Fat Mike, le compositeur du groupe, eut une révélation en découvrant l'album Suffer de Bad Religion et donc qu'ils décidèrent d'abandonner les riffs simples et agressifs du punk hardcore pour du punk plus mélodique. 
Les 500 premiers exemplaires de l'EP comprenaient une feuille de paroles. Les 500 suivants ont été pressés sur du vinyle bleu clair, tandis que les autres ont été publiés sur du vinyle noir. La chanson Six Pack Girls est apparue sur la sortie VHS Ten Years of Fuckin' Up. Elle est diffusée sur un montage des premières photos du groupe.
Le line-up était uniquement un trio à l'époque et était composé de Fat Mike au chant et à la basse, de Eric Melvin à la guitare et de Erik Sandin à la batterie (ce dernier fut remplacé pendant plusieurs semaines par Scott Sellers puis Scott Aldahl car il voulait "faire ce qu'il veut quand il veut et prendre des vacances", ce qu'il regrettera par la suite).

## Pistes
Tous les titres ont été composés par Fat Mike. 
1. Live Your Life - 2:21
2. My Friends - 2:17
3. Six Pack Girls - 0:35
4. Bang Gang - 1:31
5. Hit It Hold It Back - 1:53
6. Hold It Back - 1:15
7. I.D. - 2:00